# 1990 FIFAワールドカップ・オセアニア予選
1990 FIFAワールドカップ・オセアニア予選は、オセアニア地区の1990 FIFAワールドカップ・予選である。オセアニアサッカー連盟(OFC)から3チームと、オセアニアに位置しないもののOFCに暫定加盟していたイスラエル・チャイニーズタイペイの、計5チームが参加した。出場枠は0.5。

## 方式
1次予選
イスラエルは1次予選を免除される。残る4チームが2チームずつホーム・アンド・アウェーで対戦し、勝利した2チームが最終予選に進出する。
最終予選
3チームでホーム・アンド・アウェーの2順の総当たり戦を行う。1位のチームが大陸間プレーオフに進出する。

## 1次予選
| 1988年11月26日 |

| フィジー | 0 - 1 | オーストラリア |
|          |       |                |

| ナンディ |

| 1988年12月3日 |

| オーストラリア | 5 - 1 | フィジー |
|                |       |          |

| ニューカッスル |

オーストラリアが2試合合計6-1で最終予選進出。
| 1988年12月11日 |

| チャイニーズタイペイ | 0 - 4 | ニュージーランド |
|                      |       |                  |

| ウェリントン（ニュージーランド） |

| 1988年12月15日 |

| ニュージーランド | 4 - 1 | チャイニーズタイペイ |
|                  |       |                      |

| ウェリントン |

ニュージーランドが2試合合計8-1で最終予選進出。

## 最終予選
| チーム           | 試 | 勝 | 分 | 敗 | 得 | 失 | 差 | 点 |
| ---------------- | -- | -- | -- | -- | -- | -- | -- | -- |
| イスラエル       | 4  | 1  | 3  | 0  | 5  | 4  | +1 | 6  |
| オーストラリア   | 4  | 1  | 2  | 1  | 6  | 5  | +1 | 5  |
| ニュージーランド | 4  | 1  | 1  | 2  | 5  | 7  | −2 | 4  |

| チーム  | チーム           | AWAY           | AWAY               | AWAY                 | AWAY | AWAY |
| チーム  | チーム           | イスラエルの旗 | オーストラリアの旗 | ニュージーランドの旗 |      |      |
| H O M E | イスラエル       | X              | 1 - 1              | 1 - 0                |      |      |
| H O M E | オーストラリア   | 1 - 1          | X                  | 4 - 1                |      |      |
| H O M E | ニュージーランド | 2 - 2          | 2 - 0              | X                    |      |      |

| 1989年3月5日 |

| イスラエル | 1 - 0 | ニュージーランド |
|            |       |                  |

| テルアビブ |

| 1989年3月12日 |

| オーストラリア | 4 - 1 | ニュージーランド |
|                |       |                  |

| シドニー |

| 1989年3月19日 |

| イスラエル | 1 - 1 | オーストラリア |
|            |       |                |

| テルアビブ |

| 1989年4月2日 |

| ニュージーランド | 2 - 0 | オーストラリア |
|                  |       |                |

| オークランド |

| 1989年4月9日 |

| ニュージーランド | 2 - 2 | イスラエル |
|                  |       |            |

| オークランド |

| 1989年4月16日 |

| オーストラリア | 1 - 1 | イスラエル |
|                |       |            |

| シドニー |

イスラエルが1勝3分、オーストラリアが1勝2分1敗、ニュージーランドが1勝1分2敗で、イスラエルが大陸間プレーオフ進出。